# Martin Chrien
Martin Chrien (* 8. září 1995 Banská Bystrica) je slovenský profesionální fotbalista, který hraje na pozici středního záložníka za slovenský klub FK Pohronie. V roce 2019 odehrál také jedno utkání ve slovenské reprezentaci, ve kterém vstřelil jeden gól.
Mimo Slovensko působil na klubové úrovni v Česku, od léta 2017 do ledna 2021 hrál v Portugalsku a rok také působil v Maďarsku.

## Klubová kariéra
Svoji fotbalovou kariéru začal v klubu Jupie Podlavice Badín, odkud v mládežnickém věku několikrát hostoval v Dukle Banská Bystrica. V roce 2010 do Dukly přestoupil.

### Dukla Banská Bystrica
Před sezonou 2012/13 se propracoval do A-týmu. V 1. slovenské lize debutoval dne 1. prosince 2012 v domácím zápase s MFK Košice (prohra 1:2), kdy nastoupil na hřiště v 80. minutě. Celkem za klub odehrál 29 ligových zápasů, ve kterých vstřelil pět branek.

### Viktoria Plzeň
V květnu 2014 podepsal čtyřletou smlouvu s druhým mužstvem Gambrinus ligy sezony 2013/14 FC Viktoria Plzeň. V Plzni však do léta 2017 odehrál pouze 3 ligové zápasy, většinu času strávil na hostováních.

#### Dynamo České Budějovice (hostování)
Před jarní částí sezony 2014/15 zamířil na hostování do Dynama České Budějovice. Na jaře 2015 s klubem sestoupil do druhé ligy. Celkem za Dynamo nastoupil k osmi utkáním v lize, ve kterých se střelecky neprosadil.

#### Zbrojovka Brno (hostování)
V létě 2015 odešel na roční hostování do Zbrojovky Brno. V klubu strávil jednu sezonu, během které vstřelil tři branky ve 24 ligových střetnutích.

## Odkazy

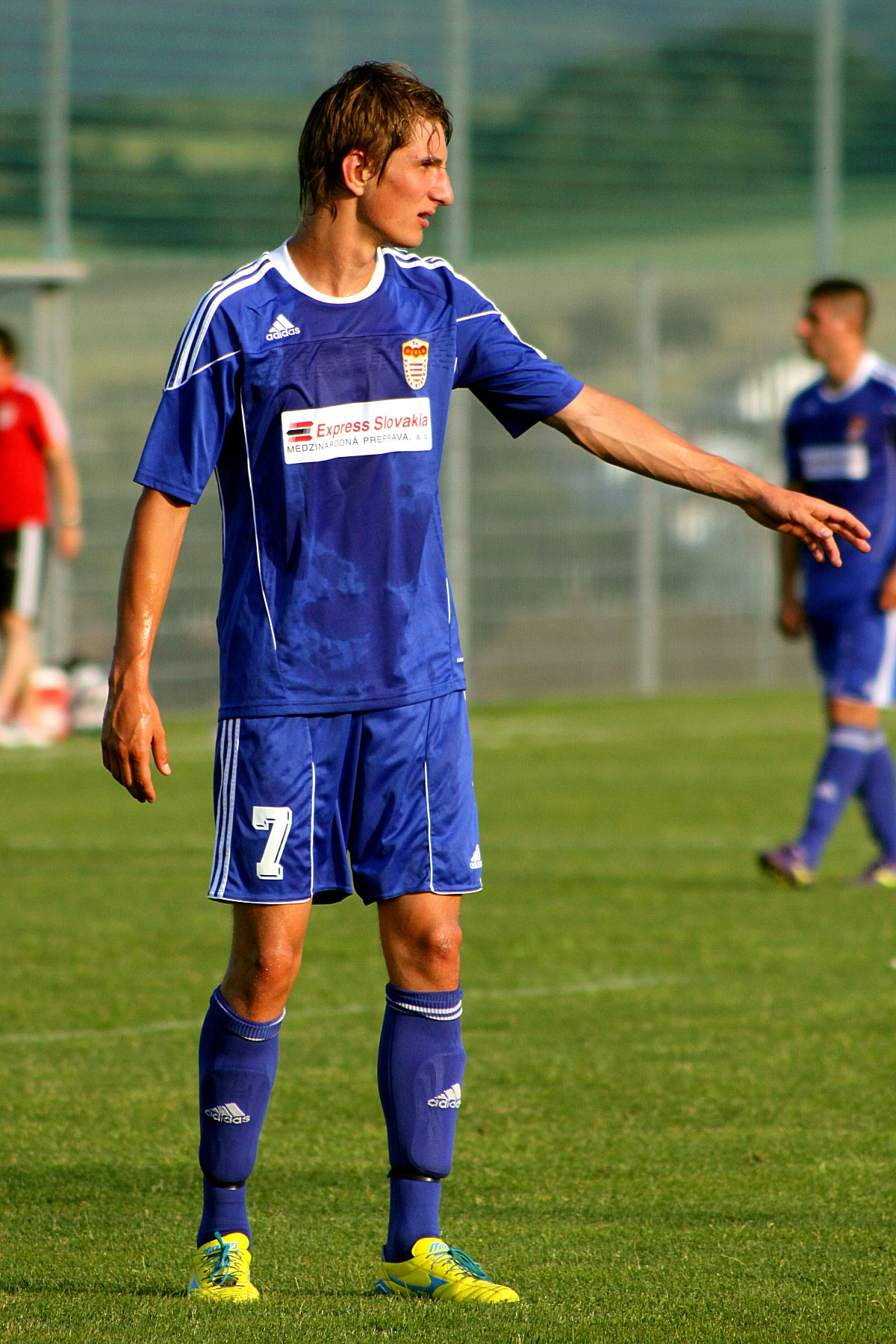
Martin Chrien v dresu FK Dukla Banská Bystrica (2013)

#### Ružomberok (hostování)
Před ročníkem 2016/17 se vrátil na Slovensko, konkrétně do týmu MFK Ružomberok, kam zamířil z Plzně na roční hostování. V Ružomberku o něj stál trenér Norbert Hrnčár. Ve svém prvním ligovém utkání za Ružomberok 16. července 2016 proti 1. FC Tatran Prešov vstřelil vítězný gól (výhra 1:0, 1. ligové kolo ročníku 2016/17). Měl výborný vstup do sezony, když ve třech ligových zápasech vsítil tři branky. V zimní přestávce sezóny 2016/17 si ho Viktoria Plzeň stáhla z hostování.

### Benfica Lisabon
Po Mistrovství Evropy hráčů do 21 let 2017 v Polsku, na němž Chrien se dvěma vstřelenými góly a dvěma asistencemi na kontě zazářil, na něj zaměřil pozornost portugalský klub Benfica Lisabon. Jednání s Viktorií Plzeň o přestupu bylo rychlé a hráč podepsal 29. června 2017 s Benfikou pětiletou smlouvu. V dresu Benficy debutoval 13. července 2017 v přípravném zápase na švýcarském turnaji Uhren Cup ve městě Biel/Bienne proti švýcarskému druholigovému týmu Neuchâtel Xamax (výhra 2:0, odehrál 62 minut). V Primeira Lize debutoval 19. srpna 2017 proti týmu CF Os Belenenses (výhra 5:0). Nastoupil na hřiště v 71. minutě.

## Klubové statistiky
Aktuální k 11. únoru 2017
| Sezona  | Klub                      | Soutěž             | Zápasy | Góly |
| ------- | ------------------------- | ------------------ | ------ | ---- |
| 2012/13 | FK Dukla Banská Bystrica  | Corgoň liga        | 2      | 1    |
| 2013/14 | FK Dukla Banská Bystrica  | Corgoň liga        | 27     | 4    |
| 2014/15 | FC Viktoria Plzeň         | Synot liga         | 0      | 0    |
| 2014/15 | SK Dynamo ČB (host.)      | Synot liga         | 8      | 0    |
| 2015/16 | FC Zbrojovka Brno (host.) | Synot liga         | 24     | 3    |
| 2016/17 | MFK Ružomberok (host.)    | Fortuna liga       | 17     | 5    |
| 2016/17 | FC Viktoria Plzeň         | ePojisteni.cz liga |        |      |

## Reprezentační kariéra
Chrien nastupoval za slovenskou reprezentaci do 19 let. Se slovenskou „jedenadvacítkou“ slavil v říjnu 2016 postup z kvalifikace na Mistrovství Evropy 2017 v Polsku.

Trenér Pavel Hapal jej zařadil v červnu 2017 do 23členné nominace na šampionát v Polsku. Ve druhém zápase Slovenska v základní skupině A proti Anglii skóroval při porážce 1:2. Branku vstřelil i ve třetím utkání skupiny proti Švédsku (výhra 3:0). Mimo to si připsal na turnaji i dvě gólové asistence. Slovensku těsně unikl postup do semifinále.